# Aplonis
Aplonis är ett fågelsläkte i familjen starar inom ordningen tättingar med 21nu levande arter som förekommer från nordöstra Indien till Polynesien och norra Australien:
- Metallstare (A. metallica)
- Gulögd stare (A. mystacea)
- Sångstare (A. cantoroides)
- Tanimbarstare (A. crassa)
- Atollstare (A. feadensis)
- Rennellstare (A. insularis)
- Biakstare (A. magna)
- Vitögd stare (A. brunneicapillus)
- Brunvingad stare (A. grandis)
- Makirastare (A. dichroa)
- Rostvingad stare (A. zelandica)
- Nyakaledonienstare (A. striata)
- Santostare (A. santovestris)
- Orientstare (A. panayensis)
- Moluckstare (A. mysolensis)
- Kortstjärtad stare (A. minor)
- Mikronesisk stare (A. opaca)
- Pohnpeistare (A. pelzelni)
- Söderhavsstare (A. tabuensis)
- Samoastare (A. atrifusca)
- Rarotongastare (A. cinerascens)

## Utdöda arter
I släktet finns flera arter som dött ut under modern tid:
- Norfolkstare (A. fusca) – utdöd sedan 1923
- Kosraestare (A. corvina) – utdöd sedan 1828
- Maukestare (A. mavornata) – utdöd sedan 1829
- Raiateastare (A. ulietensis) – utdöd

Ytterligare en art, huahinestare (A. diluvialis), har dött ut under holocen men är bara känd från subfossila lämningar.